# Konvoj Libertas
Konvoj Libertas je naziv za dijelom organiziranu, a dijelom samoinicijativnu humanitarnu akciju probijanja pomorske blokade Dubrovnika za vrijeme okupacije tijekom Domovinskog rata.

## Uvod
Dana 1. listopada 1991. godine Dubrovnik je napadnut s kopna, mora i iz zraka, a već 17. rujna iste godine Jugoslavenska ratna mornarica uvodi potpunu pomorsku blokadu grada. U Dubrovačkom akvatoriju se raspoređuju raketne topovnjače iz sastava 9. VPS Boka te na ovom dijelu Jadrana nasilno uvode zabranu kretanja bilo kakvih plovila. Nakon 4. listopada 1991. godine neprijatelj okupira Slano i na Jadranskoj magistrali presijeca i posljednju vezu Dubrovnika s ostatkom Hrvatske. U Dubrovniku je u tom trenutku bez vode, struje, hrane i lijekova bilo oko 50.000 stanovnika računajući i izbjeglice iz svih okupiranih dijelova dubrovačke općine. U tim najtežim trenucima dubrovačke povijesti jedinu su vezu sa svijetom uspostavljali brzi gliseri Odreda naoružanih brodova, koji uspješno probijaju pomorsku blokadu i iscrpljenim stanovnicima dostavljaju male količine lijekova, hrane i ostalih sredstava potrebnih za puko preživljavanje. Ipak, te male količine nisu bile dostatne da bi zadovoljile potrebe brojnog stanovništa.

## Početak humanitarne akcije
U Zagrebu tijekom listopada 1991. godine, Fond za spas Dubrovnika Sveti Vlaho, Društvo hrvatskih književnika i Matica hrvatska pokreću inicijativu probijanja pomorske blokade i dostave neophodne humanitarne pomoći iscrpljenim stanovnicima i izbjeglicama u Dubrovniku. Među suorganizatorima je bio i dr Slobodan Lang. Akcija je nazvana Konvoj Libertas. Zamisao akcije je bila okupljanje što većeg broja plovila i manjih brodova koji bi predvođeni najvećom Slavijom probili blokadu i uplovili u dubrovačku luku Gruž. Rijeka tih dana postaje organizacijski i logistički centar za prikupljanje pomoći.

## Tijek humanitarne akcije
Dana 28. listopada 1991. godine trajekt Slavija kreće iz Rijeke na svoj put prema Dubrovniku. Konvoju se 29. listopada u Splitu priključuje i Stjepan Mesić, tadašnji predsjednik predsjedništva i vrhovni zapovjednik oružanih snaga Jugoslavije. Uz Stjepana Mesića na brod Slavija se ukrcavaju i hrvatski premijer Franjo Gregurić te brojni drugi političari, kulturni i javni djelatnici. Tijekom plovidbe konvoju se samoinicijativno priključuju turistički brodovi, koče, jedrenjaci, remorkeri i brojna manja plovila iz svih krajeva Jadrana, pa već drugog dana konvoj ima nekoliko desetina raznih plovila. 
Kolika je bila želja da se pomogne napaćenom Gradu kazuje jedna poruka s jedne od trabakula iz konvoja koja je odaslana u eter i prenesena putem radio postaja. Poruka je glasila:
Dana 30. listopada noću oko jedan sat u Korčulu uplovljava oko 30 plovila. Dan ranije dubrovački su radio amateri uhvatili poruke JRM u kojima zapovjedništvo 9. VPS Boka zahtijeva zaustavljanje konvoja i pretres svih brodova i plovila. Daljnja plovidba je tekla neometano sve do Elafitskog otočja i Mljetskog kanala gdje je JRM sa svojim topovnjačama zaustavila konvoj. Pregovori s jugo-mornaricom, tijekom kojih su predstavnici JRM tražili da se ostali brodovi i plovila vrate nazad a da Slavija ide u crnogorsku luku Zelenika, traju do kasno u noć. JRM je na koncu popustila, pretresla brodove i dozvolila uplovljavanje konvoja u Dubrovnik.

## Uplovljavanje
Dana 31. listopada 1991. godine u ranim jutarnjim satima iz dubrovačke luke Gruž u susret Konvoju Libertas isplovljavaju gliseri Odreda naoružanih brodova te nakon pola sata uvode svih 29 brodova, brodica i ostalih plovila u luku u kojoj im je dobrodošlicu poželjelo oko 1.000 stanovnika Dubrovnika. Porukom da nisu zaboravljeni okupljenom stanovništvu obratio se Stjepan Mesić. Nakon dugačkih 30 dana u Grad je stigla toliko očekivana pomoć koja je stanovništvu vratila vjeru i nadu u konačnu slobodu i deblokadu okupiranog Grada.

## Vanjske poveznice
- Dubrovnik vrijedi više od mog broda[neaktivna poveznica]
- Dugi rat online - Brodovi koji su naljutili Jugovojsku[neaktivna poveznica]
- Veljko bulajić - sjećanje na Konvoj Libertas[neaktivna poveznica]